# Kazimieras Baršauskas
Kazimieras Baršauskas (* 13. Mai 1904 in Gižai, Bezirk Vilkaviškis, jetzt Rajongemeinde Vilkaviškis; † 24. Mai 1964 in Vilnius) war ein litauischer Physiker, Professor, Rektor.

## Leben
Von 1919 bis 1925 besuchte Kazimieras Baršauskas das Gymnasium Marijampolė und studierte von 1925 bis 1930 in der Abteilung für Physik-Mathematik der Fakultät für Mathematik und Naturwissenschaft der Vytautas-Magnus-Universität in Kaunas. Von 1929 bis 1930 arbeitete er als Laborant. Von 1930 bis 1931 und von 1938 bis 1939 diente er in der Litauischen Armee und wurde Leutnant. 1935 besuchte er wissenschaftliche Einrichtungen in Moskau und Leningrad. Von 1936 bis 1937 bildete er sich weiter an der TU Berlin bei Hans Geiger. 1938 promovierte er zum Doktor in Naturwissenschaften.
Sein Grab befindet sich auf dem Friedhof Petrašiūnai.

## Lehre und Forschung
Ab 1940 lehrte er als Dozent. Von 1930 bis 1946 lehrte er an der VDU. Ab 1941 war er Professor. 1956 wurde er Mitglied der Litauischen Akademie der Wissenschaften. Mit anderen Personen errichtete er das Kauno politechnikos institutas (KPI) und von 1950 bis 1964 leitete es als Rektor.
Kazimieras Baršauskas forschte zur sekundären kosmischen Strahlungsenergieverteilung. Mit anderen untersuchte er die Ultraschallspektrometrie, Kernspinresonanz und Eigenschaften der Halbleiter-Triode.

## Politik
Ab 1950 war er Mitglied der KPdSU. Von 1951 bis 1952 war er Deputat der Oblast Kaunas und von 1940 bis 1954 Richter des Volksgerichts. Ab 1958 war er Mitglied der Zentralkomitee der Kommunistischen Partei Litauens und von 1955 bis 1964 Deputat im Obersten Sowjet von Sowjetlitauen.

## Familie
Sein Bruder war Architekt und Professor Juozas Baršauskas (1912–1990).
Kazimieras Baršauskas war verheiratet. Mit seiner Frau hatte er zwei Söhne: den Schachspieler Vytautas Baršauskas (1930–1980) und den Ingenieur Petras Baršauskas (* 1953).

## Auszeichnungen
- 1964: Verdiente Wissenschaftsperson von LTSR
- 1969: Staatspreis von LTSR
- 2008: Orden des litauischen Großfürsten Gediminas (Riterio kryžius)